# كوبا (إلينوي)
كوبا (بالإنجليزية: Cuba, Illinois)‏ هي مدينة تقع في الولايات المتحدة في إلينوي. يقدر عدد سكانها بـ 1,418 نسمة .

## التركيبة السكانية
حدّد مكتب تعداد الولايات المتحدة بيانات التركيبة السكانية لكوبا في تعداد الولايات المتحدة. في ما يلي، التركيبة السكانية حسب تعدادي 2000 و2010.

### تعداد عام 2000
بلغ عدد سكان كوبا 1,418 نسمة بحسب تعداد عام 2000، وبلغ عدد الأسر 552 أسرة وعدد العائلات 384 عائلة مقيمة في المدينة. في حين سجلت الكثافة السكانية 1,005.7 نسمة لكل كيلومتر مربع (2,604.8/ميل2). وبلغ عدد الوحدات السكنية 594 وحدة بمتوسط كثافة قدره 421.3 لكل كيلومتر مربع (1,091.2/ميل2).
وتوزع التركيب العرقي للمدينة بنسبة 98.45% من البيض و0.21% من الأمريكيين الأفارقة و0.07% من الأمريكيين الأصليين و0.14% من الأمريكيين ذوي الأصول الآسيوية و0.14% من الأعراق الأخرى و0.99% من عرقين مختلطين أو أكثر و0.56% من الهسبانيون أو اللاتينيون من أي عرق.
بلغ عدد الأسر 552 أسرة كانت نسبة 33.7% منها لديها أطفال تحت سن الثامنة عشر تعيش معهم، وبلغت نسبة الأزواج القاطنين مع بعضهم البعض 54.5% من أصل المجموع الكلي للأسر، ونسبة 12.3% من الأسر كان لديها معيلات من الإناث دون وجود شريك،  بينما كانت نسبة 2.7% من الأسر لديها معيلون من الذكور دون وجود شريكة وكانت نسبة 30.4% من غير العائلات. تألفت نسبة 27% من أصل جميع الأسر من عدة أفراد يعيشون في نفس المنزل ونسبة 13% كانت تتألف من شخص يعيش بمفرده يبلغ من العمر 65 عاماً أو أكثر. وبلغ متوسط حجم الأسرة المعيشية 2.48، أما متوسط حجم العائلات فبلغ 2.98.
بلغ العمر الوسطي للسكان 38.0 عاماً. وكانت نسبة 25.9% من القاطنين تحت سن الثامنة عشر، وكانت نسبة 7.5% بين الثامنة عشر والرابعة والعشرين عاماً، ونسبة 26.2% كانت واقعةً في الفئة العمرية ما بين الخامسة والعشرين والرابعة والأربعين عاماً، ونسبة 21.2% كانت ما بين الخامسة والأربعين والرابعة والستين، ونسبة 15.8% كانت ضمن فئة الخامسة والستين عاماً فما فوق. يوجد لكل 100 أنثى 88.6 ذكر، ويوجد لكل 100 أنثى في الثامنة عشر من عمرها فما فوق 85.2 ذكر.
بلغ متوسط دخل الأسرة في المدينة 30,682 دولارًا، أما متوسط دخل العائلة فبلغ 35,952 دولارًا. وكان متوسط دخل الذكور 31,522 دولارًا مقابل 19,519 دولارًا للإناث. وسجل دخل الفرد الخاص بالمدينة 16,608 دولارًا. وكانت نسبة 8.4% من العائلات ونسبة 9.8% من السكان تحت خط الفقر، وكان من هؤلاء نسبة 10.7% تحت سن الثامنة عشر ونسبة 6.9% في الخامسة والستين من العمر وما فوق.

### تعداد عام 2010
بلغ عدد سكان كوبا 1,294 نسمة بحسب تعداد عام 2010، وبلغ عدد الأسر 510 أسرة وعدد العائلات 356 عائلة مقيمة في المدينة. في حين سجلت الكثافة السكانية 917.7 نسمة لكل كيلومتر مربع (2,376.8/ميل2). وبلغ عدد الوحدات السكنية 565 وحدة بمتوسط كثافة قدره 400.7 لكل كيلومتر مربع (1,037.8/ميل2).
وتوزع التركيب العرقي للمدينة بنسبة 98.61% من البيض و0.39% من الأمريكيين الأفارقة و0.23% من الأمريكيين الأصليين و0.08% من الأمريكيين ذوي الأصول الآسيوية و0.70% من عرقين مختلطين أو أكثر و1.85% من الهسبانيون أو اللاتينيون من أي عرق.
بلغ عدد الأسر 510 أسرة كانت نسبة 32.4% منها لديها أطفال تحت سن الثامنة عشر تعيش معهم، وبلغت نسبة الأزواج القاطنين مع بعضهم البعض 50.8% من أصل المجموع الكلي للأسر، ونسبة 13.5% من الأسر كان لديها معيلات من الإناث دون وجود شريك،  بينما كانت نسبة 5.5% من الأسر لديها معيلون من الذكور دون وجود شريكة وكانت نسبة 30.2% من غير العائلات. تألفت نسبة 25.5% من أصل جميع الأسر من عدة أفراد يعيشون في نفس المنزل ونسبة 13.1% كانت تتألف من شخص يعيش بمفرده يبلغ من العمر 65 عاماً أو أكثر. وبلغ متوسط حجم الأسرة المعيشية 2.44، أما متوسط حجم العائلات فبلغ 2.88.
بلغ العمر الوسطي للسكان 41.0 عاماً. وكانت نسبة 23.3% من القاطنين تحت سن الثامنة عشر، وكانت نسبة 6.6% بين الثامنة عشر والرابعة والعشرين عاماً، ونسبة 25.6% كانت واقعةً في الفئة العمرية ما بين الخامسة والعشرين والرابعة والأربعين عاماً، ونسبة 25.5% كانت ما بين الخامسة والأربعين والرابعة والستين، ونسبة 19% كانت ضمن فئة الخامسة والستين عاماً فما فوق. وتوزع التركيب الجنسي للسكان بنسبة 46.8% ذكور و53.2% إناث.